# Planta EV Motors Barcelona
La Planta EV Motors Barcelona, també coneguda com a Ebro Factory, és una planta de muntatge d'automòbils situada a Barcelona. És la fàbrica principal d'EV Motors amb uns 440 treballadors.
La planta pertanyia a Nissan Motor Ibérica, motiu per la qual era coneguda com a Planta Nissan Barcelona. L'any 2023, els terrenys i els edificis van ser subarrendats per Hub Tech Factory, societat participada per Sustainable Mobility Vehicles, aquesta darrera filial d'EV Motors. Durant el mateix any, l'empresa Hub Tech Factory va comprar els actius productius de la fàbrica, principalment màquines.

## Productes

### Passat
- Nissan Navara

### Actualment
- Ebro S700
- Ebro S800